# Documenta

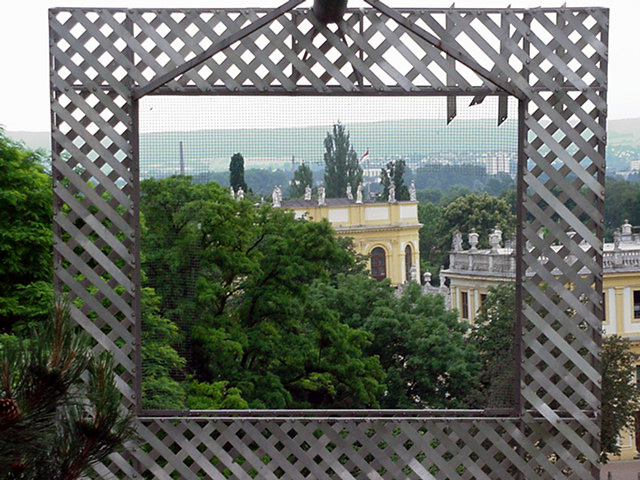
documenta 6, panoramatický výřez

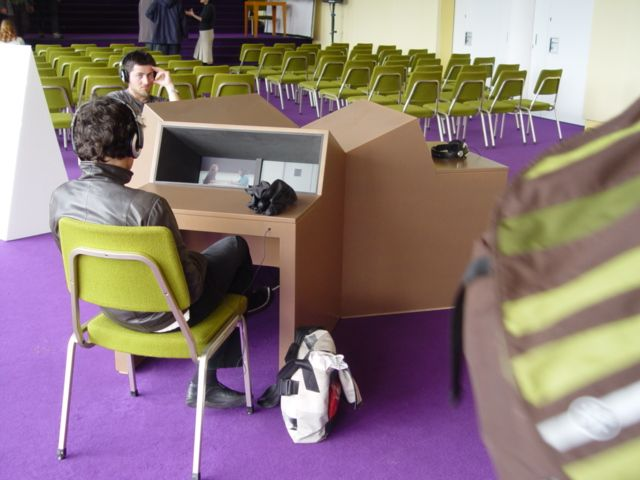
Documenta 12

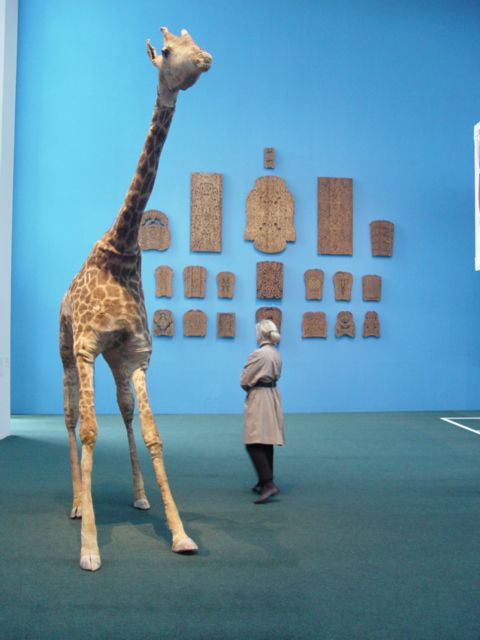
Documenta 12

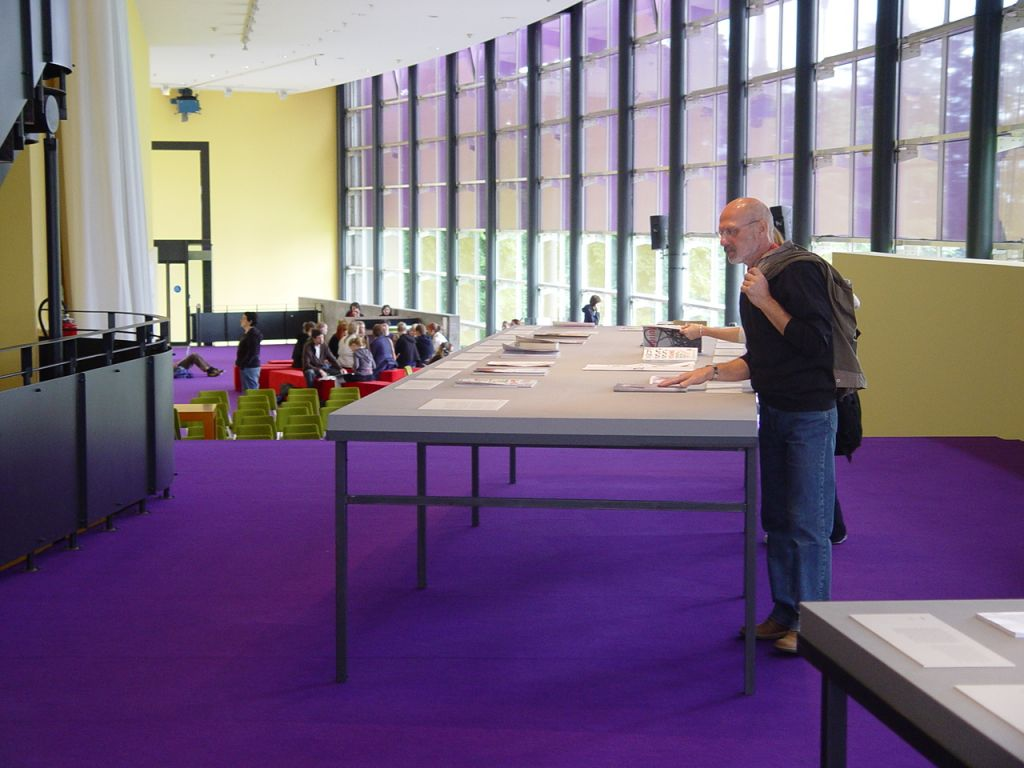
Documenta 12

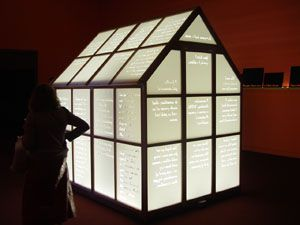
Documenta 12

documenta je výstava současného moderního umění, která se koná každých pět let ve městě Kassel v Německu. Byla založena umělcem, učitelem a kurátorem Arnoldem Bodem v roce 1955. První dokumenta byla ovlivněna umělci jako byl Pablo Picasso či Vasilij Kandinsky. Kurátoři vybírají umělce z celého světa. Koná se v mnoha městských budovách, pavilonech a také v městském zámku Fridericianum a přilehlém romantickém parku.
Název „documenta“ je odvozen z množného čísla latinského výrazu pro doklad, důkaz, dokument. Její zakladatel Arnold Bode se snažil dostat německé umění z poválečné izolace a konfrontovat je se světovými trendy v umění.

## Historie festivalu a její kurátoři
- documenta, 1955, Arnold Bode
- documenta II, 1959, Arnold Bode, Werner Haftmann, vystavoval zde Josef Šíma
- documenta III, 1964, Arnold Bode, Werner Haftmann
- 4. documenta, 1968, documenta council, vystavoval zde Zdeněk Sýkora
- documenta 5, 1972, Harald Szeemann
- documenta 6, 1977, Manfred Schneckenburger
- documenta 7, 1982, Rudi Fuchs
- documenta 8, 1987, Manfred Schneckenburger
- documenta IX, 1992, Jan Hoet, z českých umělců byl zastoupený Vladimír Kokolia
- documenta X, 1997, Catherine David
- Documenta11, 2002, Okwui Enwezor
- documenta 12, 2007, Roger M. Buergel, z českých umělců byli zastoupeni: Běla Kolářová, Kateřina Šedá a Jiří Kovanda
- dOCUMENTA (13), 2012, Carolyn Christov-Bakargiev
- documenta 14, 2017, Adam Szymczyk
- documenta fifteen, 2022, ruangrupa